# デストレ級防護巡洋艦
| デストレ級防護巡洋艦                   | デストレ級防護巡洋艦 |
| -------------------------------------- | --- |
| 写真はデストレ                         | |
| 艦級概観                               | |
| 艦種                                   | 防護巡洋艦 |
| 艦名                                   | |
| 前級                                   | シャトールノー |
| 次級                                   | ジュリアン・ド・ラ・グラヴィエール |
| 性能諸元（データはネームシップのもの） | |
| 排水量                                 | 常備：2,418トン |
| 全長                                   | 95.0m |
| 全幅                                   | 12.0m |
| 吃水                                   | 5.39m |
| 機関                                   | ノルマン式石炭専焼水管缶8基+直立型三段膨張式レシプロ機関2基2軸                                                                            |
| 最大出力                               | 8,500hp |
| 最大速力                               | 20.0～20.5ノット |
| 航続距離                               | 10ノット/5,750海里 |
| 燃料                                   | 石炭：470トン |
| 乗員                                   | 235名 |
| 兵装                                   | 1893年型 14cm（45口径）単装速射砲2基 1893年型 10cm（30口径）単装速射砲4基 オチキス Model 1885 47mm機砲8基 オチキス Model 1885 37mm機砲2基 |
| 装甲                                   | 甲板：43mm(水平面） 司令塔：-mm |

デストレ級防護巡洋艦 (croiseur protégé D'estr'ee Class) は、フランス海軍が最後に建造した防護巡洋艦の艦級である。フランス海軍で1894年度艦隊整備計画により建造された植民地警備用の小型防護巡洋艦で同海軍では二等巡洋艦に分類していた。

## 概要
本級は「カティナ級」の小型版として設計された艦である。

## 艦形

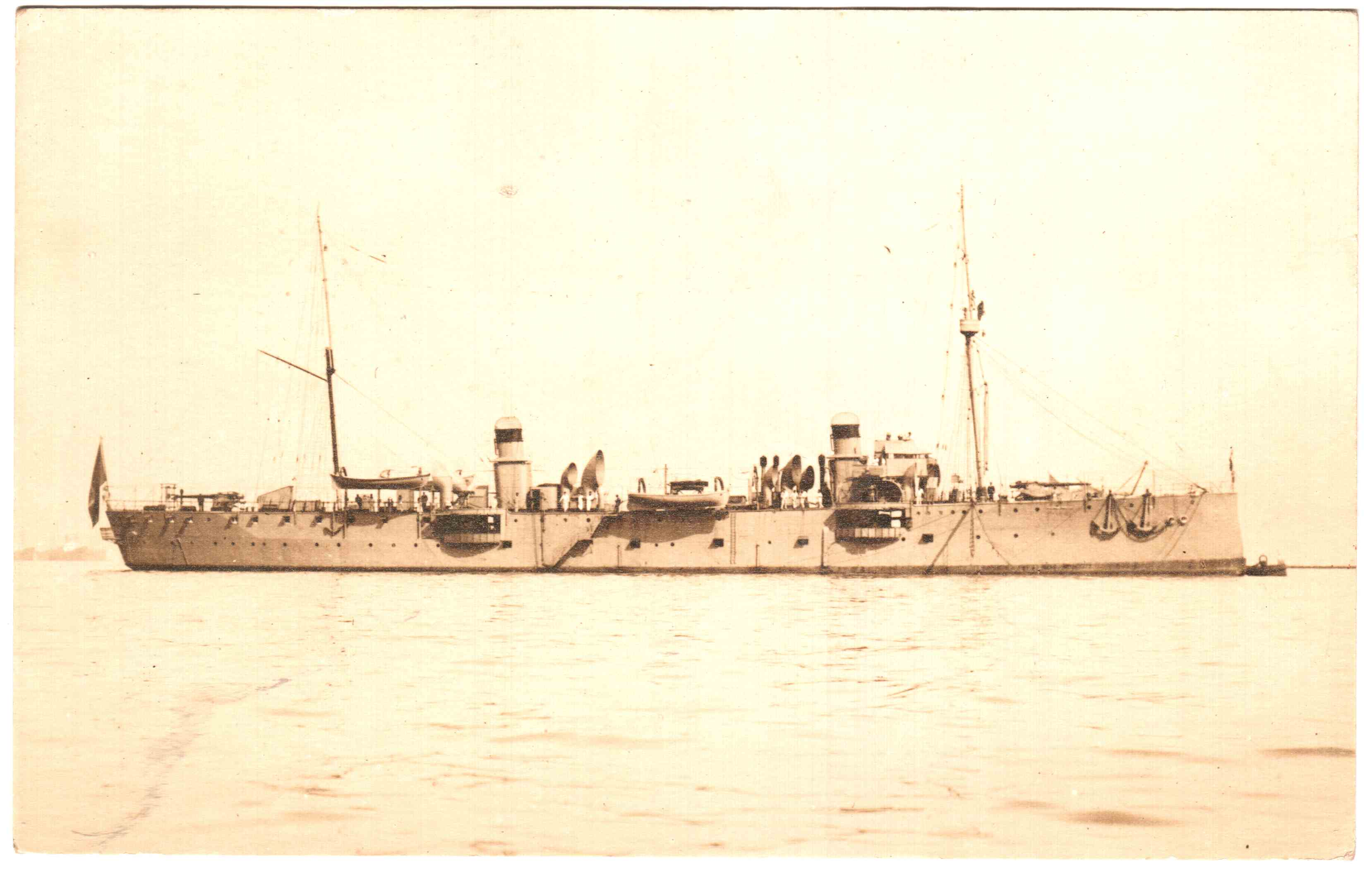
右舷から撮影された「デストレ」。中央部のマストは撤去後である。

船体形状はフランス巡洋艦で長らく主流となってきたタンブル・ホーム式の船体を廃止し、没個性的なデザインとなった。基本的に高い乾舷を持つ平甲板型船体で外洋での凌波性は良好であった。
艦首から前向きに主砲として14cm単装砲架1基を配置、下部に司令塔を組み込んだ露天式の艦橋構造は箱型とし、その上に単脚式の前檣が立つ。艦橋構造の背後から2本の煙突が立っているが、フランス海軍ではボイラー室を前後に振り分けた缶室分離配置を採っているために煙突は2番煙突と3番煙突の間は広く取られ、間に単脚式の中央檣が立っつが竣工後に撤去された。
煙突の周囲は艦載艇置き場となっており、艦載艇用のボート・ダビットが片舷2基で計4基で運用される。2番煙突から後ろは後部船橋、簡便な単脚檣、後ろ向きに主砲14cm砲1基が載る。舷側には半円形の張り出し（スポンソン）が二箇所設けられ、そこに10cm単装砲が片舷2基ずつ計4基配置された。

## 同型艦
- デストレ（D'Estrees）

1887年3月ロシュフォート造船所にて起工、1897年10月進水、1899年竣工、1922年除籍後解体。
Rochefort  03.1897 10.1897 1899 1922 stricken 
- アンフェルネ（Infernet）

1900年竣工、1910年11月22日にビスケー湾で座礁放棄。

## 参考図書
- 「世界の艦船増刊第50集 フランス巡洋艦史」(海人社)